# Ō-yoroi
Ō-yoroi (jap. 大鎧 ō-yoroi) – zbroja japońskiego wojownika-samuraja.

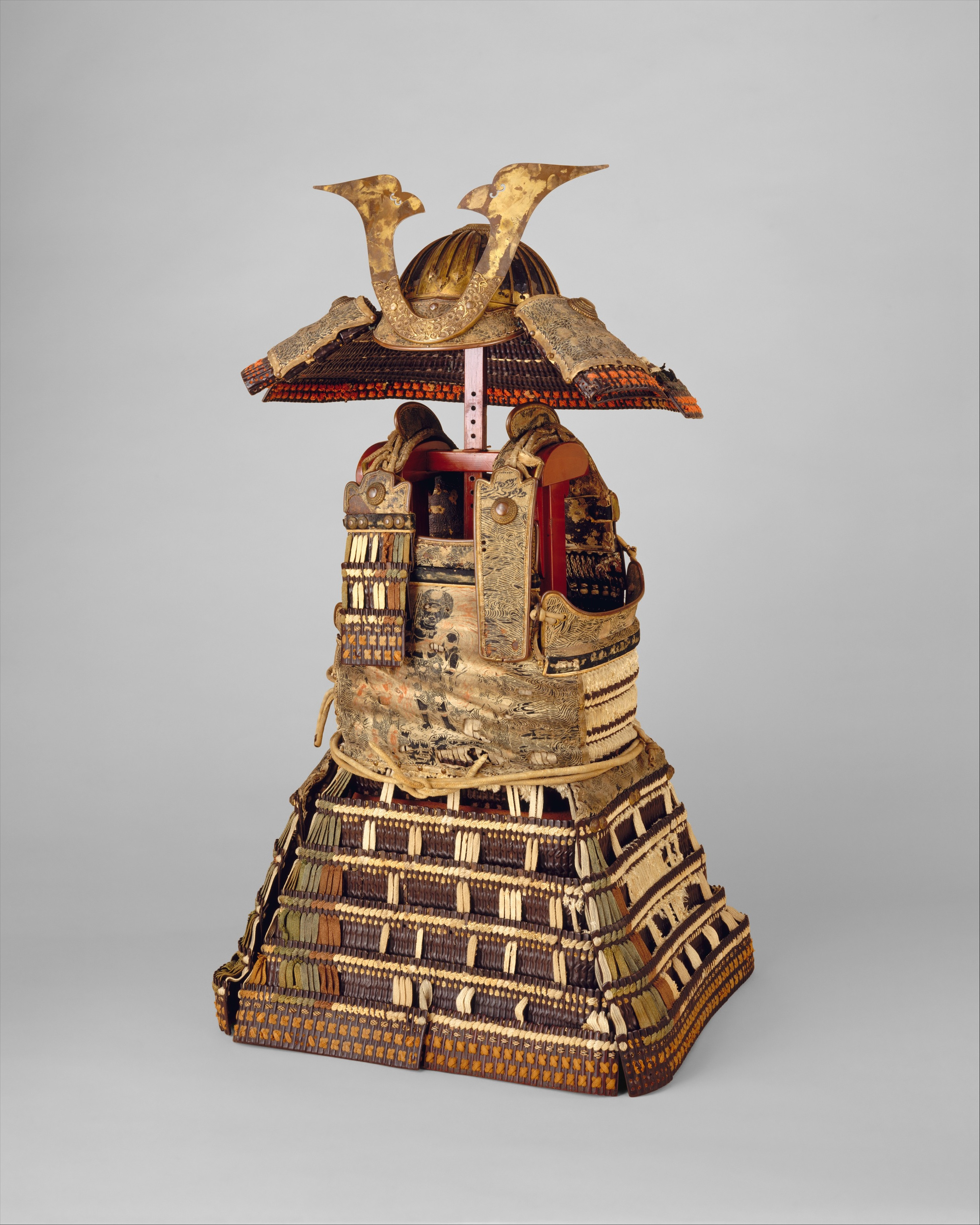
Ō-yoroi, XIV w.

W epokach Heian i Kamakura była wyposażeniem samurajów wyższych klas. W następnych wiekach stała się powszechnym wyposażeniem wojowników.
Ō-yoroi składa się z wielu części, głównie metalowych. Zbroje często były bogato zdobione za pomocą farb, laki oraz metalowych elementów ozdobnych.